# Margarinotus brunneus
Margarinotus brunneus är en skalbaggsart som först beskrevs av Fabricius 1775.  Margarinotus brunneus ingår i släktet Margarinotus och familjen stumpbaggar. Enligt den finländska rödlistan är arten nära hotad i Finland. Enligt den svenska rödlistan är arten nära hotad i Sverige. Arten förekommer i Götaland, Gotland, Öland och Svealand. Arten har tidigare förekommit i Nedre Norrland men är numera lokalt utdöd. Artens livsmiljö är parker, gårdsplaner och trädgårdar. Inga underarter finns listade i Catalogue of Life.